# Parasophista
Parasophista is een geslacht van vlinders van de familie sikkelmotten (Oecophoridae), uit de onderfamilie Oecophorinae.

## Soorten
- P. metrionoma (Meyrick, 1928)
- P. mitosema (Turner, 1916)